# 傑作時代劇
『傑作時代劇』は、テレビ朝日他で1987年（昭和62年）4月9日から9月17日まで毎週木曜日20時台に設けられていた毎回完結の単発時代劇放送枠である。

## 出演者
| 話数 | サブタイトル                                                                     | 出演者 |
| ---- | -------------------------------------------------------------------------------- | --- |
| 1    | 半七捕物帳 十手無用の仮面舞踏会 （2時間スペシャル）                              | 森繁久弥、長山藍子、津川雅彦、西郷輝彦 平田満、麻生祐未、江藤潤、岡本信人 白都真理、西田健、谷幹一、織本順吉 服部妙子、二瓶正也、泉じゅん、柴田侊彦 宮口二朗、須賀不二男、水森コウ太 赤城太郎、福本清三、有川正治 |
| 2    | 五瓣の椿 焼死体をすり替えた美女の謎                                              | 古手川祐子、近藤正臣、田村高廣、江原真二郎 生田悦子、赤塚真人、尾藤イサオ、石田信之 竹井みどり、三島ゆり子、樋浦勉、冷泉公裕 小野進也、高峰圭二、相馬剛三、吉田良全 鈴鹿景子、木谷邦臣、鈴川法子、有島淳平        |
| 3    | 五瓣の椿 白い肌に秘めた復讐の簪                                                  | 古手川祐子、近藤正臣、田村高廣、江原真二郎 生田悦子、赤塚真人、尾藤イサオ、石田信之 竹井みどり、三島ゆり子、樋浦勉、冷泉公裕 小野進也、高峰圭二、相馬剛三、吉田良全 鈴鹿景子、木谷邦臣、鈴川法子、有島淳平        |
| 4    | かるわざ剣法 恋も抜き打ち素浪人                                                  | 中村雅俊、斉藤慶子、いかりや長介 仲本工事、成田三樹夫、ケーシー高峰 あき竹城、野口貴史、杉田とんき、木下通博 窪田弘和、池田謙治、藤沢徹夫、西山清孝                                                               |
| 5    | 泥棒と若殿 愛の共同生活 涙の別れ                                                 | 田中邦衛、古尾谷雅人、浅野ゆう子、長門裕之 多賀勝、浅田祐二、井上茂、福本清三 |
| 6    | へそまがり新左 嫁姑、婿とり合戦                                                  | 菅原文太、荻野目慶子、二宮さよ子、阿藤海、 あらい友紀、桑名優香、福田勝彌、小木曽孝司、 宮城健太郎、司裕介、志茂山高也、小坂和之、 西田健、花沢徳衛、神山繁、三浦浩一                                             |
| 7    | 町奉行日記 単身赴任、今日も出社せず                                              | 高橋英樹、浅茅陽子、財津一郎、三遊亭円楽 なべおさみ、小松方正、速水典子、深江章喜 高城淳一、外山高士、内田稔、曽根晴美 遠藤征慈、笹木俊志、藤沢徹夫、木下通博 池田謙治、原田和彦、福本清三                        |
| 8    | さざん花の女 佳人は三度変身する                                                  | 秋吉久美子、内藤武敏、佐野アツ子、山本ゆか里、 大塚良重、剣持伴紀、佐藤由紀絵、細川純一、 土井健守、星野美恵子、緑川麗奈、小林哲子、 荒木雅子、河合絃司、平泉成、鈴木瑞穂、隆大介                                 |
| 9    | おんなの密書 ボーナスは瓜一個                                                    | 古谷一行、前田吟、河原崎建三 范文雀、内田朝雄、川島美津子 近藤宏、小松政夫、村田正雄 堀田真三、中村錦司、木谷邦臣 富永佳代子、上野美和、岡雄太、 中尾昌也、岡本大輔                                               |
| 10   | しぶとい連中 美人母子の偽装心中                                                  | 菅原文太、山口果林、川地民夫、青田浩子 近藤洋介、白木万理、石井富子 ビートきよし、長谷川哲夫 |
| 11   | 上意討ち 美女が惚れた腰抜け侍                                                    | 渡瀬恒彦、宮崎美子、若林豪、木の葉のこ 白井滋郎、疋田泰盛、野口貴史、橋本裕子、 勇家寛子、笹木俊志、佐藤幸雄、松田吉博、 岩井田浩己、大矢敬典、藤長照夫、桂登志子、 高谷舜二、美松艶子、堀田明美                  |
| 12   | かあちゃん 男女六人、一軒長屋の肝っ玉母賛歌                                      | 市原悦子、堤大二郎、松田洋治 コント山口君と竹田君、牧口昌代、 内田慎一、松本誠一、杉浦和也（子役）、 吉田豊明、あき竹城、浜田晃、芦屋小雁、 殿山泰司、星野美恵子、稲垣陽子、辻有美子                              |
| 13   | 国境を越えた男                                                                   | 中村雅俊、藤真利子、芦田伸介 今福将雄、大場順、伊藤敏孝 白井滋郎、司裕介、白川浩二郎 峰蘭太郎、西山辰夫、大矢敬典、木谷邦臣                                                                                       |
| 14   | 雲霧仁左衛門 江戸編 顔のない盗賊                                                 | 松方弘樹、浅野ゆう子、中村嘉葎雄、財津一郎 横内正、地井武男、小松方正、小鹿番 原口剛、井上昭文、奥村公延、伊吹剛、宮内洋 有川正治、阿波地大輔、谷口孝史、浜田隆広                                                 |
| 15   | 雲霧仁左衛門 名古屋編 盗まれた花嫁                                               | 松方弘樹、浅野ゆう子、丹波哲郎 中村嘉葎雄、財津一郎、横内正、地井武男 下條アトム、奥村公延、伊吹剛、丹波義隆 浜田晃、原口剛、井上昭文、森章二 中田博久、小峰隆司、浜田隆広                                        |
| 16   | 夢ぞ見し わが恋する人は亭主の上役                                                | 岩下志麻、三田村邦彦、河原崎長一郎 藤吉久美子、岡野進一郎、丹阿弥谷津子 マキノ佐代子、大木正司、志茂山高也、上野秀年                                                                                              |
| 17   | 怪猫恋ヶ渕 闇に光る無数の猫の目 美人姉妹の恨みをはらす母娘猫 （2時間スペシャル） | 田中好子、田中健、ピーター（池畑慎之介） 結城美栄子、高沢順子、成田三樹夫、勝部演之 和崎俊哉、河東けい、北城真記子、河合絃司 五十嵐義弘、木下通博、鈴川法子、西村香織                                             |
| 18   | 大岡政談 暴走!鎧が迫る、血も凍る怪奇ホラー                                       | 西郷輝彦、真野あずさ、岸田今日子 松山政路、松橋登、御木本伸介、小沢象 水島かおり、岩尾正隆、大木晤郎 武井三二、木谷邦臣、笹木俊志                                                                                 |
| 19   | 怪談 実録姐妃のお百 海坊主の怨霊に憑かれた女                                     | 梶芽衣子、林与一、岩井半四郎 樋浦勉、小松方正、成瀬正孝 小野進也、佐野アツ子、中村錦司 疋田泰盛、西田良、木下通博                                                                                                 |
| 20   | 江戸の青春 熱血侍に究極の妻出現                                                  | 村上弘明、杉田かおる、田村高廣 長門裕之、正司花江、横内正、小林勝彦 鈴鹿景子、市川好郎、岩城力也 伊庭剛、上野秀年、浅田祐二                                                                                       |
| 21   | 天下の御意見番罷り通る!彦左衛門外記                                              | 三船敏郎、田中美佐子、田村亮、藤村俊二 田中隆三、堤大二郎、誠直也、望月太郎 西山辰夫、疋田泰盛、有島淳平、福本清三                                                                                                |
| 22   | 忠臣蔵異聞 生きていた吉良上野介                                                  | 川谷拓三、浅茅陽子、黒崎輝、加藤善博、 本郷直樹、吉田次昭、北村英三、三田篤子、 高石太、岩井田浩己、成枝三郎、泉好太郎、 東田達夫、高橋弘志、島田努、山崎智巳、 北村総一朗、内田稔、小沢栄太郎、丹波哲郎          |

## 作品リスト
| 話数 | 放送日    | サブタイトル                                                                     | 原作       | 脚本          | 音楽     | 監督     | 視聴率 |
| ---- | --------- | -------------------------------------------------------------------------------- | ---------- | ------------- | -------- | -------- | ------ |
| 1    | 1987 4.09 | 半七捕物帳 十手無用の仮面舞踏会 （2時間スペシャル）                              | 岡本綺堂   | 杉山義法      | 津島利章 | 山下耕作 | 9.3%   |
| 2    | 4.16      | 五瓣の椿 焼死体をすり替えた美女の謎                                              | 山本周五郎 | 岡本克己      | 津島利章 | 山本邦彦 | 9.5%   |
| 3    | 4.23      | 五瓣の椿 白い肌に秘めた復讐の簪                                                  | 山本周五郎 | 岡本克己      | 津島利章 | 山本邦彦 | 8.2%   |
| 4    | 4.30      | かるわざ剣法 恋も抜き打ち素浪人                                                  | 伊藤桂一   | 宮川一郎      | 津島利章 | 中島貞夫 | 6.5%   |
| 5    | 5.07      | 泥棒と若殿 愛の共同生活 涙の別れ                                                 | 山本周五郎 | 中村努        | 津島利章 | 井上昭   | 6.4%   |
| 6    | 5.14      | へそまがり新左 嫁姑、婿とり合戦                                                  | 藤沢周平   | 柴英三郎      | 津島利章 | 工藤栄一 | 4.9%   |
| 7    | 5.21      | 町奉行日記 単身赴任、今日も出社せず                                              | 山本周五郎 | 小川英 胡桃哲 | 津島利章 | 山下耕作 | 8.3%   |
| 8    | 5.28      | さざん花の女 佳人は三度変身する                                                  | 山本周五郎 | 小森名津      | 津島利章 | 山下耕作 | 6.6%   |
| 9    | 6.18      | おんなの密書 ボーナスは瓜一個                                                    | 藤沢周平   | 野上龍雄      | 津島利章 | 工藤栄一 | 7.1%   |
| 10   | 6.25      | しぶとい連中 美人母子の偽装心中                                                  | 藤沢周平   | 笠原和夫      | 津島利章 | 鷹森立一 | 8.4%   |
| 11   | 7.02      | 上意討ち 美女が惚れた腰抜け侍                                                    | 山本周五郎 | 中村勝行      | 津島利章 | 牧口雄二 | 6.3%   |
| 12   | 7.09      | かあちゃん 男女六人、一軒長屋の肝っ玉母賛歌                                      | 山本周五郎 | 野上龍雄      | 津島利章 | 吉川一義 | 7.6%   |
| 13   | 7.16      | 国境を越えた男                                                                   | 山本周五郎 | 志村正浩      | 津島利章 | 中島貞夫 | 7.5%   |
| 14   | 7.23      | 雲霧仁左衛門 江戸編 顔のない盗賊                                                 | 池波正太郎 | 安倍徹郎      | 津島利章 | 池広一夫 | 11.0%  |
| 15   | 7.30      | 雲霧仁左衛門 名古屋編 盗まれた花嫁                                               | 池波正太郎 | 野上龍雄      | 津島利章 | 池広一夫 | 10.7%  |
| 16   | 8.06      | 夢ぞ見し わが恋する人は亭主の上役                                                | 藤沢周平   | 猪又憲吾      | 津島利章 | 中島貞夫 | 8.9%   |
| 17   | 8.13      | 怪猫恋ヶ渕 闇に光る無数の猫の目 美人姉妹の恨みをはらす母娘猫 （2時間スペシャル） |            | 保利吉紀      | 津島利章 | 田中徳三 | 12.5%  |
| 18   | 8.20      | 大岡政談 暴走!鎧が迫る、血も凍る怪奇ホラー                                       |            | 下飯坂菊馬    | 津島利章 | 野田幸男 | 10.7%  |
| 19   | 8.27      | 怪談 実録姐妃のお百 海坊主の怨霊に憑かれた女                                     |            | 和泉聖治      | 津島利章 | 山本邦彦 | 7.0%   |
| 20   | 9.03      | 江戸の青春 熱血侍に究極の妻出現                                                  | 山手樹一郎 | 野波静雄      | 津島利章 | 上杉尚祺 | 12.0%  |
| 21   | 9.10      | 天下の御意見番罷り通る!彦左衛門外記                                              | 山本周五郎 | 宮川一郎      | 津島利章 | 松尾昭典 | 7.1%   |
| 22   | 9.17      | 忠臣蔵異聞 生きていた吉良上野介                                                  |            | 野上龍雄      | 津島利章 | 田中徳三 | 8.1%   |

## スタッフ
- 原作・脚本・監督は作品リストを参考。
- プロデューサー：杉崎保、田中利一（テレビ朝日）、岡田裕介、佐伯明、松平乗道、亀岡正人（東映）
- 音楽：津島利章
- 制作：テレビ朝日、東映

## 主題歌
- 『言葉よ風にのれ』
  - 作詞：斉藤謙策、作曲：伝田一正、歌：JADOES

## 前後番組
| テレビ朝日系 木曜20時台                                      | テレビ朝日系 木曜20時台                                            | テレビ朝日系 木曜20時台           |
| 前番組                                                       | 番組名                                                             | 次番組                            |
| ------------------------------------------------------------ | ------------------------------------------------------------------ | --------------------------------- |
| テーマはおんな （1986.10 - 1987.03） ※ここまで朝日放送制作枠 | 傑作時代劇 （1987.04 - 1987.09） ※本番組よりテレビ朝日制作時代劇枠 | 三匹が斬る! （1987.10 - 1988.03） |